# Amir Kassaei

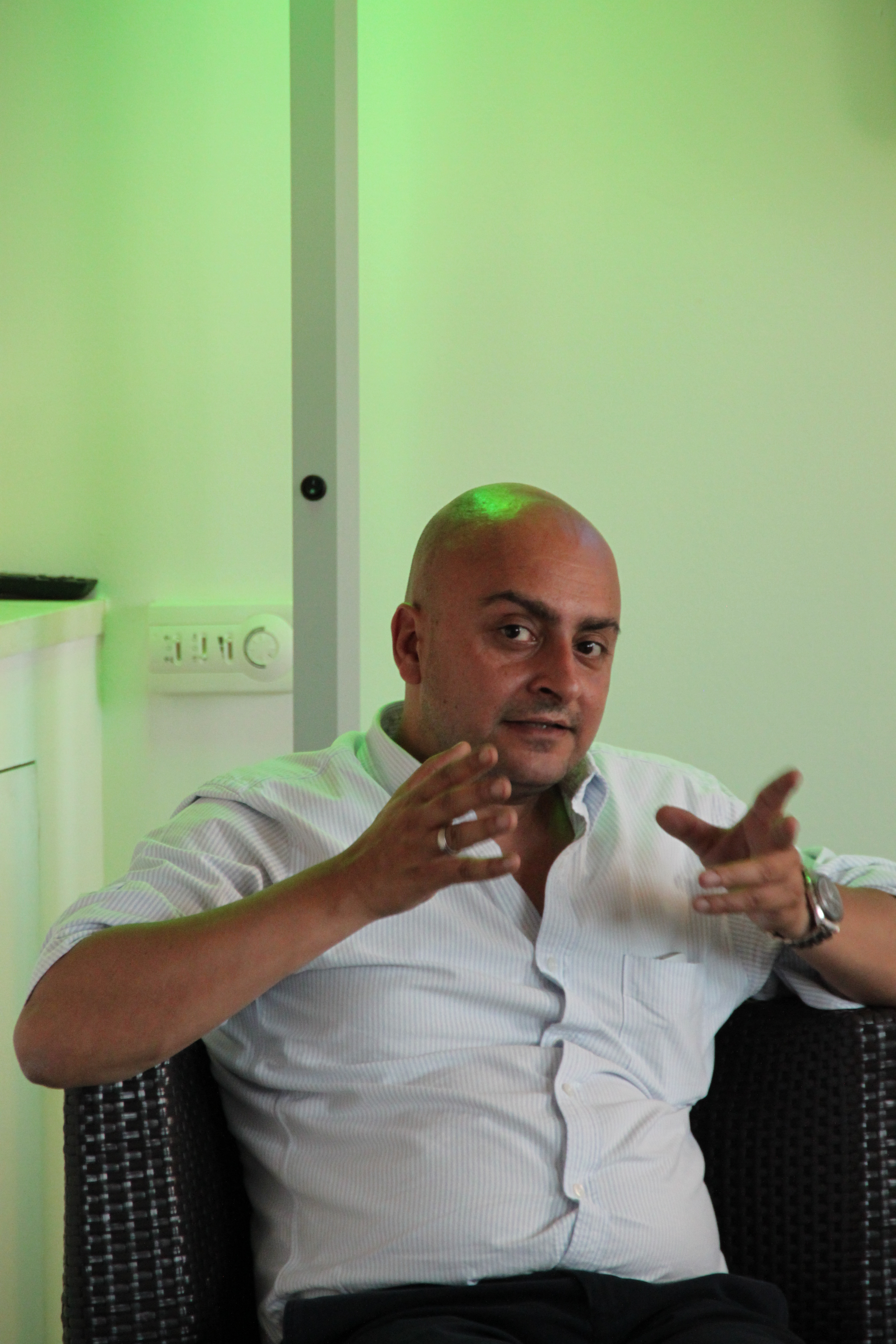
Amir Kassaei 2011

Amir Kassaei (* 1968 in Teheran, Iran) ist ein österreichischer Unternehmer, Investor und ehemaliger Kreativchef. Er war Präsident des Art Directors Club Deutschland und des Art Directors Club of Europe sowie Präsident der Filmjury beim Cannes Lions International Festival of Creativity.

## Leben
Amir Kassaei wuchs in Teheran in Iran als Kind einer Mittelklassefamilie auf. 1981, im Alter von dreizehn Jahren, sei er als Kindersoldat rekrutiert worden. Seine Eltern hätten daher 1983 einen Schlepper bezahlt, um ihm eine Flucht über die Grenze in die Türkei zu ermöglichen, so Kassaei. Auf der Österreichischen Botschaft in Istanbul beantragte er Asyl und zog anschließend zu einer entfernten Verwandten seiner Mutter nach Wien-Schwechat. Nach der Schule absolvierte er seinen Militärersatzdienst in einem Hospiz.
Er studierte Betriebswirtschaftslehre an der Universität Paris XII in Fontainebleau und kam 1997 nach Deutschland. Dort sammelte er berufliche Erfahrungen in unterschiedlichen Positionen – vom Account Manager über Strategic Planner bis hin zum Art Director und Designer bei Agenturen wie TBWA, Barci & Partner in Wien und Springer & Jacoby. Bei Springer & Jacoby stieg Kassaei vom Werbetexter zum Creative Director und schließlich zum Executive Creative Director für die Kunden Mercedes-Benz und Smart auf. Zusammen mit Tonio Kröger übernahm er im Jahr 2003 zunächst die Leitung von DDB Deutschland in Berlin und ging im Jahr 2011 als Chief Creative Officer und Associate Partner nach New York zu DDB Worldwide. Bis 2019 leitete Kassaei als bislang jüngster Manager und erster Nichtamerikaner das Unternehmen.
Im Jahr 2017 gründete er in Barcelona, Spanien, die Agentur C14torce (gesprochen: Catorce), eine DDB-Tochter, die ausschließlich für die Automarke Seat wirbt. Die Agentur hat Niederlassungen in Frankfurt, Paris, London und Mailand. Im April 2020 gab er die kreative Leitung der Agentur an den Briten Toby Talbot ab und zog sich ganz aus der Werbebranche zurück. Während seiner Karriere in der Kreativwirtschaft erhielt Kassaei zusammen mit seinen Teams zahlreiche Auszeichnungen.
Zuletzt gründete er die Architektur- und Designfirma Buresq. Das Loft BuresQ in Barcelona wurde mit dem Frame Award 2020 ausgezeichnet. Aktuell arbeitet Kassaei an einer Modemarke und baut eine Firma für Inhalteproduktion auf, die unter anderem Streaming-Dienste beliefern soll. Im Jahr 2024 veröffentlichte er im Berliner Econ Verlag seine Autobiografie Vom Unsinn des Lebens.
Amir Kassaei ist mit der Producerin Marion Kassaei verheiratet, das Paar hat einen gemeinsamen Sohn. Kassaei hat darüber hinaus drei weitere Kinder aus früheren Beziehungen.

## Veröffentlichungen
- Amir Kassaei: Vom Unsinn des Lebens. Was mich mein Weg vom Kindersoldaten zum besten Werber der Welt gelehrt hat. Econ, Berlin 2024, ISBN 978-3-430-21108-6.